# دمیتریفکا (شهرستان کارماسکالینسکی، باشقیرستان)
دمیتریفکا (انگلیسی: Dmitriyevka, Karmaskalinsky District, Republic of Bashkortostan) یک شهرک در شهرستان کارماسکالینسکی استان باشقیرستان کشور روسیه است.